# Zander & Labisch

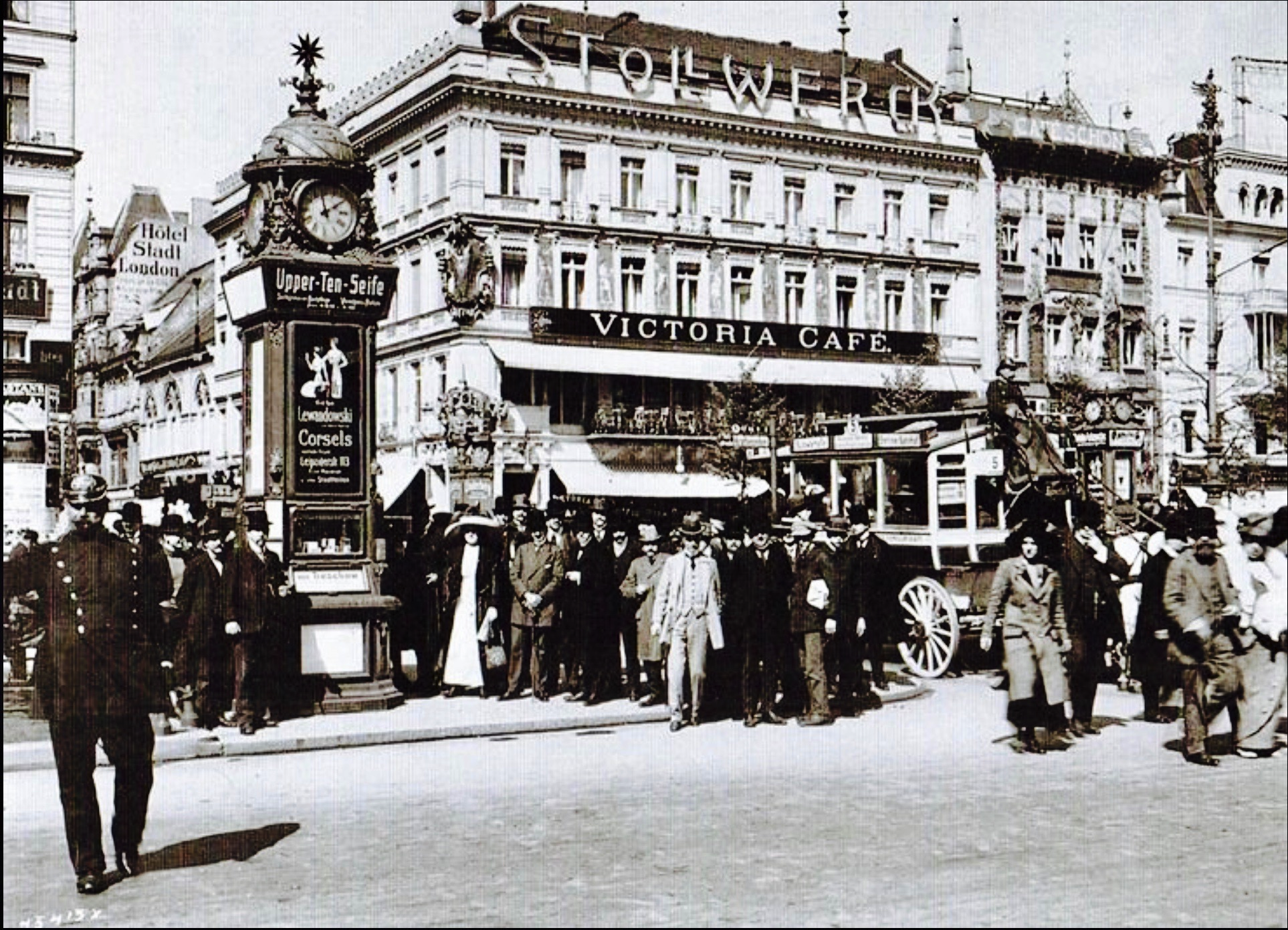
1913: Berliner Straßenszene Unter den Linden / Friedrichstraße, fotografiert von Zander & Labisch

Zander & Labisch war das erste deutsche Fotoatelier, das sich als Fotoagentur ausschließlich mit der Anfertigung professioneller Pressefotos und deren Direktvertrieb befasste. Die deutsche Verwaltung schloss Zander & Labisch 1939 mit der Verordnung zur Ausschaltung der Juden aus dem deutschen Wirtschaftsleben. Siegmund Labisch wurde 1942 im Ghetto Theresienstadt durch die Nationalsozialisten ermordet.

## Geschichte

### Gründung
In der zweiten Hälfte des 19. Jahrhunderts gab es rasante Entwicklungssprünge in der Foto- und Drucktechnik. Das hatte Auswirkungen auf sämtliche Printmedien. Diese Entwicklung erkannten der aus Colmar bei Posen stammende Ingenieur und Fotograf Albert Zander (1864–1897) sowie der aus Samter in derselben Region kommende Rabbiner und Fotograf Siegmund Labisch (1863–1942) als Möglichkeiten und Chance aus dem gestiegenen Ansprüche der Verlage, Redaktionen und Leser nach aktuellen Pressefotos guter Qualität ein Geschäftsmodell zu entwickeln.
Der Ullstein Verlag beispielsweise gliederte seiner Druckerei 1896 eine eigene Bildätzerei zur schnelleren Anfertigung von Autotypien an, die auch kürzere Redaktionszeiten zur Folge hatte. Zuvor war es schlicht zu aufwendig, die feinen Linien der Xylographie-Bildstöcke in die Rundung der Rotationszylinder zu bringen; Fotos in Tageszeitungen blieben daher eine Ausnahme.
Zander war bis dahin als Ingenieur bei der seit 1844 bestehenden Berliner Maschinenfabrik Carl Flohr in der Chausseestraße 35, Oranienburger Vorstadt (Berlin-Mitte), tätig Später ging daraus das auf Personen- und Frachtaufzüge spezialisierte Unternehmen Flohr-OTIS hervor. Am 26. Mai 1895 brach dort ein Brand aus, den Zander fotografierte. Zwei seiner Aufnahmen wurden daraufhin von der Berliner Illustrirten Zeitung veröffentlicht.
Am 19. Juni 1895 gründeten beide in Berlin (Leipziger Straße 105) ihr Fotoatelier unter dem Firmennamen Zander & Labisch, Photographischer Betrieb für gewerbliche Zwecke. Nach anderer Quelle hieß das Unternehmen zuerst Zander & Labisch-Illustrations-Photographen, später firmierten sie als Zander & Labisch Neue Photographische Gesellschaft A. G., zuletzt als Zander & Labisch oHG.

### Kaiserreich

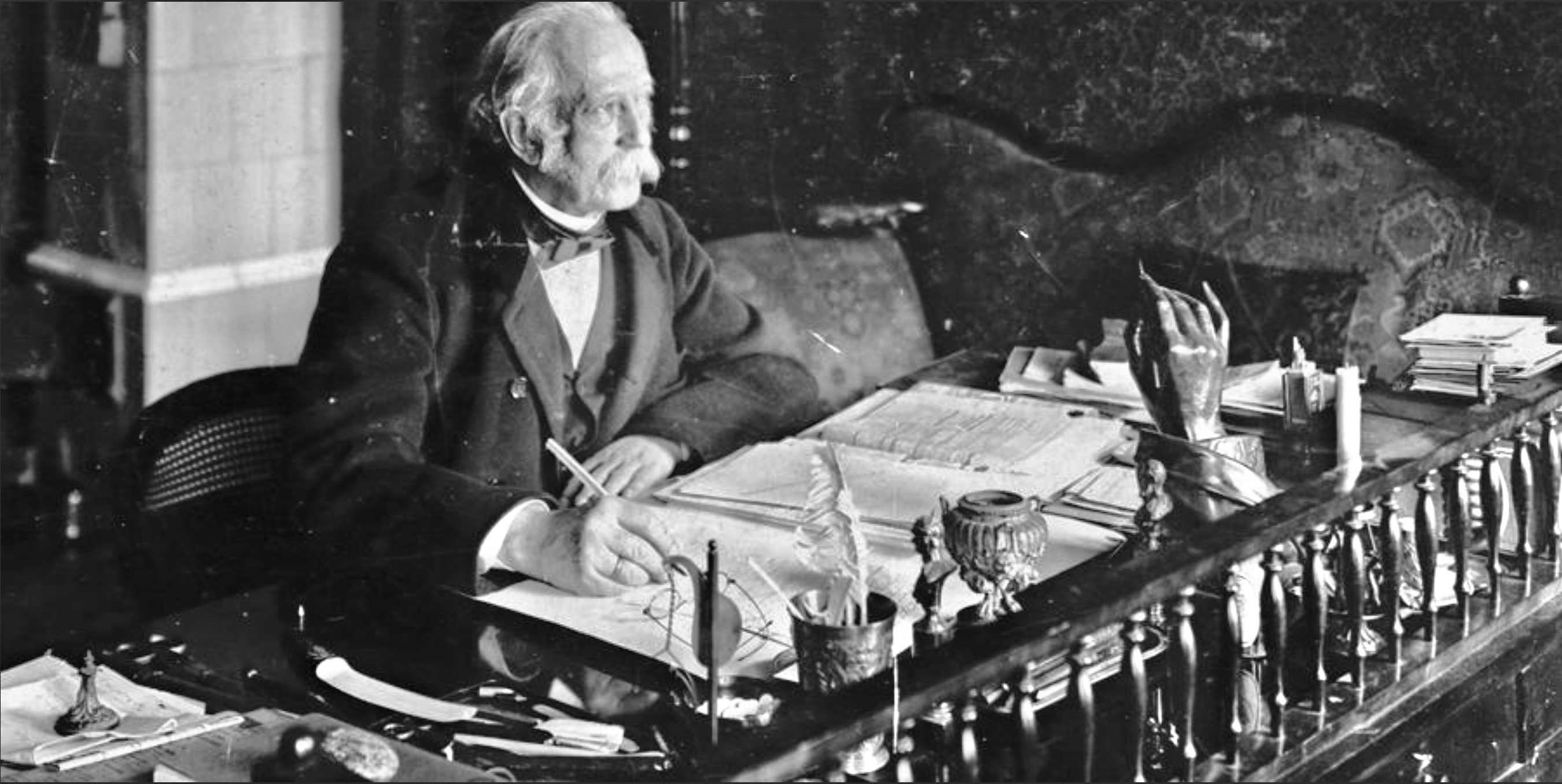
1896: Zander & Labisch verschoben den Schreibtisch von Theodor Fontane, um ihn angemessen ins Bild und ins rechte Licht zu setzen

Das Fotoatelier spezialisierte sich auf die Belieferung der Presse, auf Tageszeitungen, Magazine und Illustrierte. Es war somit an der Entstehung einer Boulevardpresse in Deutschland beteiligt. Die Agentur war zunächst in der Leipziger Straße 105 ansässig, in unmittelbarer Nähe bedeutender Zeitungsverlage wie dem August Scherl Verlag oder dem Ullstein Verlag. Als Zander am 12. August 1897 überraschend früh verstarb, führte Labisch das Fotoatelier alleine weiter, behielt aber dessen Firmierung Zander & Labisch bei.
Das Portfolio des Fotoateliers umfasste tagesaktuelle Veranstaltungen und Ereignisse sowie Porträtfotos zeitgenössischer Persönlichkeiten, die für die Presse von Interesse waren. Schon zwei Jahre später war rund ein Zehntel aller Fotos, die in der Berliner Illustrirten Zeitung veröffentlicht wurden, von Zander & Labisch. 1897 musste das Fotoatelier größere Räumlichkeiten suchen und zog in die Mohrenstraße 19, wo zuvor zwei ihrer Angestellten, Olga Badenberg und Waldemar Titzenthaler, tätig waren.
Um die Jahrhundertwende nahm die Fotoagentur neue Tätigkeitsfelder ins Visier, so die Architektur-, Industrie- und Theaterfotografie. Dadurch erschloss sich die Agentur zusätzlich zur Presse neue Kunden: AEG, Borsig, Osram und Siemens zählten zu ihren renommierten international agierenden Auftraggebern. Die Großunternehmen nutzten Zander & Labisch beispielsweise, um Fotodokumentationen ihrer Produkte für ihre Firmenarchive anfertigen zu lassen, aber auch für werbliche Zwecke. Die Fotoagentur wurde auch außerhalb Berlins tätig. So fotografierte sie 1905 beispielsweise für die Zeitschrift Ost und West – illustrierte Monatsschrift für das gesamte Judentum jüdische Einrichtungen in Hamburg.
Zum 1. Oktober 1917 nahm Labisch seinen im elsässischen Straßburg geborenen Neffen Paul Wittkowsky (1892–1949) als Mitinhaber in das Unternehmen auf. Im Jahr 1918 zog die Agentur von der Mohrenstraße 19 in die Leipziger Straße 115/116 um. Dort wurden Räumlichkeiten für die Porträtfotografie geschaffen, auf die sich künftig eine eigene Abteilung spezialisierte. Die Fotoagentur hatte zu dieser Zeit neun Angestellte, mit denen sie die zahlreichen Aufträge der 1920er Jahre abarbeiten konnte.

### Weimarer Republik

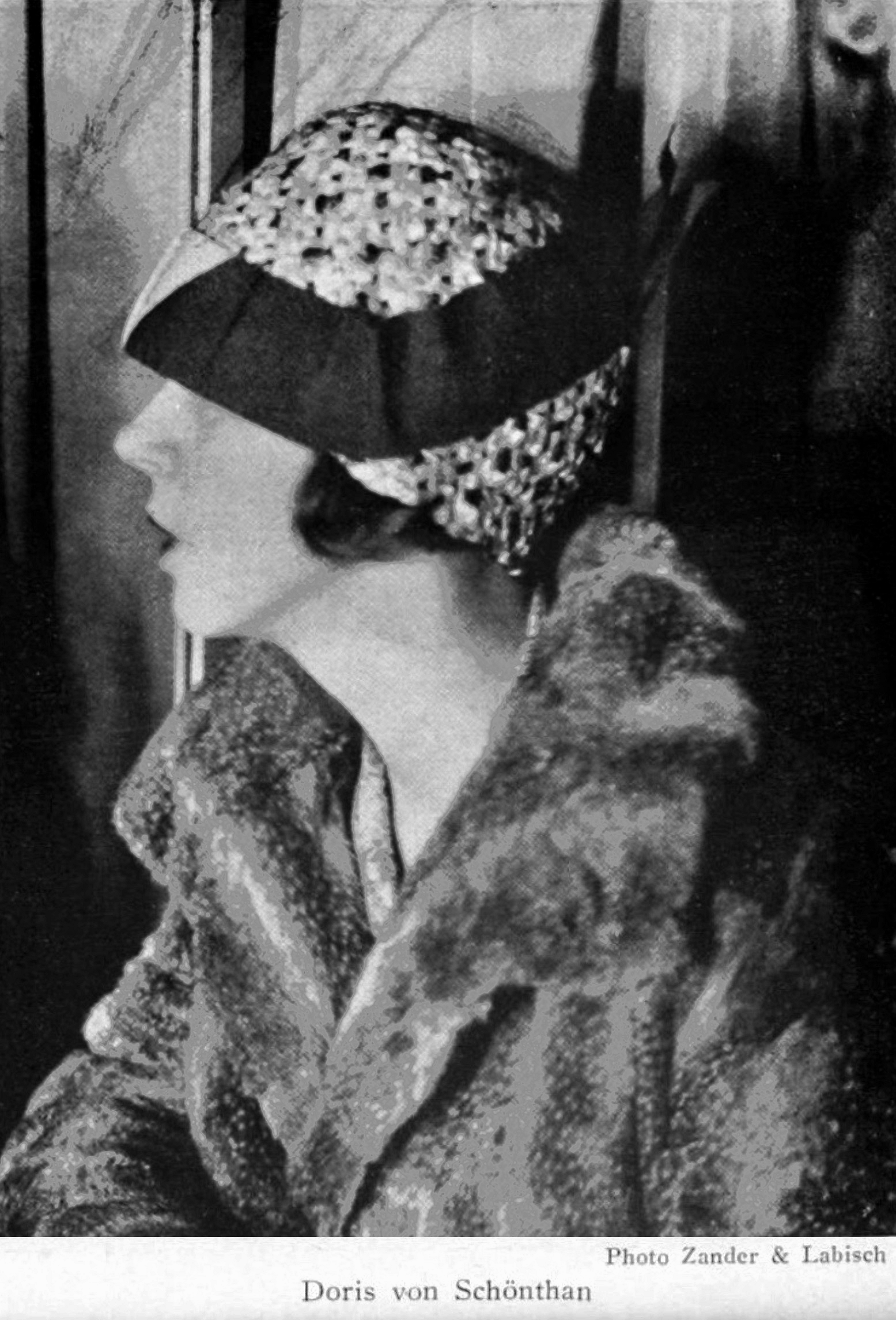
1927: Doris von Schönthan, ein Paradebeispiel der Porträtfotografie von Zander & Labisch

1929 veröffentlichte das Gesellschaftsmagazin Die Dame, „das beste Journal seiner Art auf dem Weltmarkt“, fünf ganze Seiten mit Fotos aus Alfred Flechtheims Berliner Wohnung, die „ein Prominenten-Treff des seinerzeitigen Berlins“ war, für „Künstler, Bankiers, Literaten, Leinwand- und Bühnen-Stars, Journalisten, Gelehrte und Sportler“. Die Aufnahmen wurden alle von Zander & Labisch angefertigt. Auf der Basis von Künstlerporträts, die die Agentur angefertigt hatte, entstanden unter deren Label auch stark kolorierte Sammelbilder der Serie Bühnenstars und ihre Autogramme, auf denen die Künstler in Kostümen ihrer bekanntesten Rollen posierten.

### NS-Zeit
Die Machtabtretung an die Nationalsozialisten und deren Antisemitismus wirkten sich erheblich auf Zander & Labisch aus. Die Firma hatte massive Umsatzeinbußen. Die Zeitungsverlage vergaben keine Aufträge mehr an die Firma, weil diese keine jüdischen Mitarbeiter und Zulieferer mehr beschäftigen sollten. Bei Zander & Labisch kam es zu ersten Entlassungen. Am 14. März 1936 wurde die Agentur aus dem Reichsverband der deutschen Korrespondenz- und Nachrichtenbüros e. V. und somit aus der übergeordneten Reichspressekammer (RPK) ausgeschlossen. In der Architektur- und Industriefotografie konnte Zander & Labisch hingegen noch für einige Zeit tätig bleiben.
1938 jedoch musste die Fotoagentur ihre Räumlichkeiten in der Leipziger Straße aufgeben. Der Restbetrieb wurde ganz in die Privatwohnungen der beiden Inhaber Labisch und Wittkowsky verlegt, wo diese in geringem Umfang Aufträge aus der Privatwirtschaft erledigten.
Als die Verordnung zur Ausschaltung der Juden aus dem deutschen Wirtschaftsleben in Kraft trat, musste Zander & Labisch die Geschäftstätigkeit per 31. Dezember 1938 endgültig einstellen. 1939 wurde das Unternehmen im Berliner Handelsregister gelöscht. Wittkowsky emigrierte am 11. Mai 1939 nach Australien, Labisch kam 1942 im Ghetto Theresienstadt um.

## Bekannte Mitarbeiter
- Siegmund Labisch (1863–1942)
- Max Missmann (1874–1945)
- Waldemar Titzenthaler (1869–1937)
- Albert Zander (1864–1897)

## Prominente als Fotomotive (Auswahl)
- Leo Blech[31]
- Hans Brausewetter
- Käthe Dorsch
- Tilla Durieux[32]
- Maria Fein
- Alfred Flechtheim
- Theodor Fontane[33]
- Rudolf Forster
- Otto Gebühr
- Maxim Gorki
- Max Gülstorff
- Käthe Haack
- Liane Haid
- Max Hansen
- Paul Hörbiger
- Friedrich Hollaender
- Camilla Horn
- Oskar Karlweis
- Klabund
- Carlos Kleiber[34]
- Fritz Kortner
- Fritz Kreisler
- Theo Lingen
- Lucie Mannheim
- Adolph von Menzel[35]
- Anni Mewes
- Hubert von Meyerinck
- Friedrich Wilhelm Murnau[36]
- Carola Neher
- Max Pallenberg
- Doris von Schönthan
- Edith Schollwer
- Leo Slezak
- Tiller Girls
- Conrad Veidt
- Otto Wallburg
- Mathias Wieman